# Aeropuerto de Montpellier-Méditerranée
El Aeropuerto de Montpellier – Méditerranée (en francés Aéroport de Montpellier - Méditerranée (IATA: MPL, OACI: LFMT), también conocido como Aeropuerto Fréjorgues, es un aeropuerto en el sur de Francia. Se ubica a 7 km al este-sureste de Montpellier en Mauguio. Es el noveno aeropuerto de Francia por pasajeros transportados (unos 1,5 millones en 2003). Hay tres aerolíneas que operan todo el año en el aeropuerto, y algunas otras que operan de manera estacional o proporcionan vuelos charter.
Un campus de la École nationale de l'aviation civile (universidad de aviación civil francesa) está ubicado en el aeródromo.

## Aerolíneas y destinos
| Aerolíneas                         | Destinos                                       |
| ---------------------------------- | ---------------------------------------------- |
| Aer Lingus                         | Estacional: Dublín                             |
| Air Algérie                        | Estacional: Argel, Orán                        |
| Air Arabia Maroc                   | Casablanca, Marrakech, Fez, Nador, Tánger      |
| Air France                         | París-Charles de Gaulle, París-Orly            |
| Air France operado por HOP!        | Lyon, Nantes Estacional: Bastia                |
| British Airways                    | Londres-Heathrow                               |
| easyJet                            | Londres-Gatwick Estacional: Londres-Luton      |
| easyJet Switzerland                | Basilea-Mulhouse                               |
| Iberia operado por Iberia Regional | Estacional: Madrid                             |
| KLM operado por KLM Cityhopper     | Ámsterdam                                      |
| Norwegian Air Shuttle              | Estacional: Copenhague                         |
| Royal Air Maroc                    | Casablanca-Mohammed V                          |
| Ryanair                            | Charleroi Estacional: Hahn, Leeds/Bradford     |
| Scandinavian Airlines              | Estacional: Copenhague                         |
| Transavia                          | Estacional: Róterdam                           |
| Volotea                            | Estrasburgo, Nantes Estacional: Ajaccio, Brest |

## Estadísticas
Ver fuente y consulta Wikidata.